# Subcultura
In sociologia una subcultura o sottocultura è un gruppo di persone o un determinato segmento sociale che si differenzia da una più larga cultura di cui fa parte per stili di vita, credenze e/o visione del mondo.

## Caratteristiche
Una subcultura può accomunare un insieme di persone con caratteristiche simili come per esempio l'età, l'etnia, la classe sociale o il credo religioso o politico, l'abbigliamento. Ogni subcultura è espressione di particolari conoscenze, pratiche o preferenze (estetiche, religiose, politiche, sessuali, ecc.) e a volte è definita nell'ambito di una classe sociale, di una minoranza (linguistica, etnica, politica, religiosa) o di un'organizzazione. Le subculture sono spesso definite in contrapposizione ai valori delle culture più grandi in cui sono come immerse, sebbene su ciò non tutti i sociologi siano d'accordo.

## Storia
I principali teorici delle subculture, come Dick Hebdige, hanno fatto notare come i membri di una subcultura a volte usino differenziarsi dal resto della società con uno stile di vita o un modo di vestire simbolici e alternativi a quelli dominanti. Spesso lo studio delle subculture consiste infatti nello studio dei simbolismi collegati a queste forme di espressione esteriore e nello studio di come queste vengano percepite dai membri della società dominante. Quando una subcultura è caratterizzata da una opposizione sistematica alla cultura dominante, spesso ci si riferisce ad essa come controcultura.
Lo studio delle subculture ha conosciuto tre fasi principali:
1. Subculture e devianza - I primi studi sulle subculture sono quelli della cosiddetta Scuola di Chicago, che le interpreta come forme di devianza e delinquenza. A partire dalla cosiddetta Social Disorganisation Theory, si sostiene che le subculture si sviluppino da un lato per una mancata socializzazione di alcuni settori di popolazione alla cultura dominante e dall'altro lato per l'adozione da parte loro di modelli valoriali e normativi alternativi. Come suggeriscono Robert Park, Ernest W. Burgess e Louis Wirth, attraverso processi di selezione e segregazione, emergono così nella società aree naturali o regioni morali in cui si concentrano e si rafforzano modelli devianti, che non accettano gli obiettivi e i mezzi di azione proposti della cultura dominante, ma ne propongono invece di differenti, diventando a seconda dei casi innovatori, ribelli o rinunciatari (Richard Cloward e LLoyd Ohlin). Le subculture sono però non solo il risultato di strategie di azione alternative ma anche il risultato di processi di labelling in base ai quali, come spiega Howard Saul Becker, la società le definisce come outsiders. Come chiarisce Albert Cohen, lo stile di ogni subcultura, composto da immagine, contegno e linguaggio, diventa il suo tratto di riconoscimento. E la progressiva adozione di un modello subculturale da parte di un individuo fornirà a quest'ultimo un crescente status all'interno di questo contesto di riferimento ma spesso lo priverà parallelamente di status nel contesto sociale esterno più ampio, dove sussiste un modello differente.
2. Subculture e resistenza - Nei lavori del CCCS (Centre for Contemporary Cultural Studies) di Birmingham proposti da John Clarke, Stuart Hall, Tony Jefferson e Brian Roberts, le subculture sono interpretate come forme di resistenza. La società è rappresentata come divisa in due classi fondamentali, quella lavoratrice e quella media, ciascuna portatrice di una propria cultura, risultando dominante quella della classe media. Le subculture nascono, soprattutto nella classe lavoratrice, dalla presenza di interessi e appartenenze specifiche, attorno a cui si sviluppano modelli culturali in conflitto sia con la propria parent culture sia con la cultura dominante. Di fronte all'indebolimento delle identità di classe, le subculture rappresentano quindi nuove forme di identificazione collettiva, che esprimono quella che Phil Cohen chiama resistenza simbolica nei confronti della cultura dominante e sviluppano “soluzioni immaginarie” ai problemi strutturali. Identità e resistenza si esprimono, come sottolineano Paul Willis e Dick Hebdige, attraverso l'elaborazione di uno stile distintivo, che con un'operazione di risignificazione e di bricolage, usa le merci dell'industria culturale per comunicare ed esprimere il proprio conflitto. L'industria culturale ha tuttavia il potere spesso di riassorbire le componenti di tale stile e di trasformarle nuovamente in merci, all'interno di un processo circolare che rende i due poli reciprocamente dipendenti. Allo stesso modo i mass media, mentre partecipano alla costruzione delle subculture diffondendone l'immagine, allo stesso tempo le indeboliscono, privandole della loro carica sovversiva o fornendone un'immagine stigmatizzata.
3. Subculture e distinzione - Le interpretazioni più recenti intendono le subculture come forme di distinzione. Volendo superare l'idea di subculture come forme di devianza o resistenza, tali proposte descrivono le subculture come collettività che sul piano culturale sono sufficientemente omogenee al proprio interno ed eterogenee nei confronti dell'esterno da poter sviluppare, come indica Hodkinson, distinzione coerente, identità, coinvolgimento e autonomia. Definite da Sarah Thornton come culture di gusto, le subculture sono dotate di confini elastici e permeabili, ed inserite all'interno di rapporti con industria culturale e mass media che non sono di indipendenza e conflitto bensì di interazione e commistione, come mettono in luce Steve Redhead e David Muggleton. La stessa idea di una cultura dominante, unica e omogenea al suo interno, viene messa esplicitamente sotto critica. Le forme di coinvolgimento individuale nelle subculture sono quindi fluide e graduali, differenziate a seconda dell'investimento sviluppato da ciascun attore, al di fuori di dicotomie nette. All'idea della distinzione tra insiders e outsiders della subcultura si sostituisce quella dei diversi livelli di capitale subculturale (Sarah Thornton) posseduti da ciascun individuo, del supermarket of style (Ted Polhemus) e dello style surfing (Martina Böse), nella prospettiva di subculture che forniscono risorse per la costruzione di nuove identità ma al di fuori di identificazioni forti e durevoli.

## Tipologia

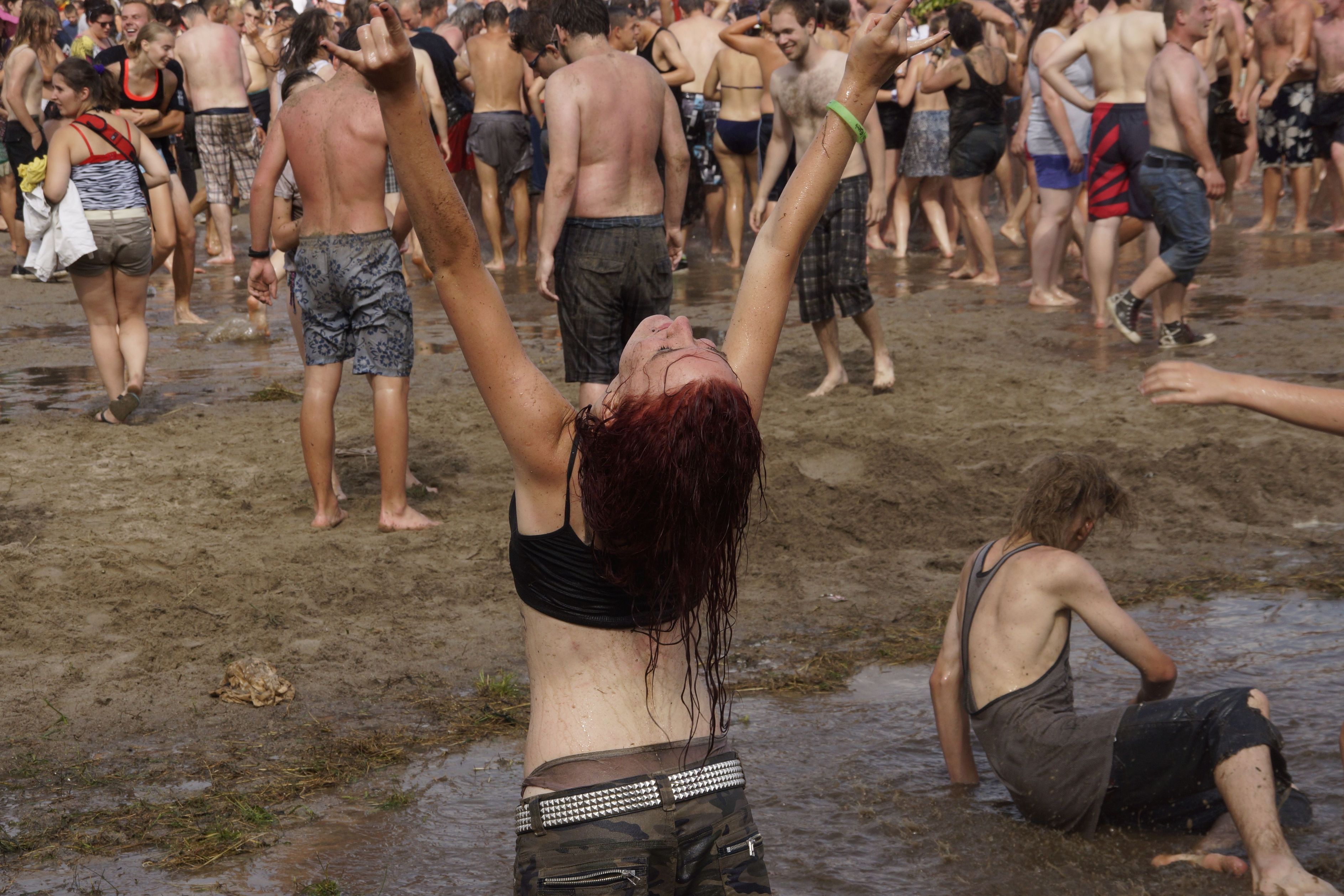
Nel fango, Woodstock, 2013

Le varie subculture si differenziano enormemente tra di loro: è infatti appropriato includere nelle subculture gruppi estremamente eterogenei tra di loro come incel, raver, gabbers, rapper, metallari, mods, skinhead, punk, new wave, emo, dark (goth), casuals.
È spesso difficile identificare una subcultura quando il suo stile (in particolare il modo di vestire) è stato assorbito dalla cultura di massa per scopi commerciali (si pensi a greaser, paninari, boho-chic, hipster, mode lol, sagging, whale-tail, kogal, zoot suit, gyaru, ganguro ...). È questo il caso, ad esempio, di alcuni movimenti giovanili come il punk o l'hip hop, il cui modo di vestire è stato ormai ampiamente commercializzato e si è inserito con successo nella società.